# 小行星4116
小行星4116（英語：4116 Elachi）是一颗围绕太阳公转的小行星。1982年9月20日，埃莉諾·赫琳在帕洛马山发现了此天体。
这颗小行星的绝对星等为322.77517等。